# المؤتمر الشعبي العربي والإسلامي
دعا المؤتمر الشعبي العربي الإسلامي لعام 1991 الذي عقد في السودان من قبل حسن الترابي إلى توحيد المجاهدين والعناصر الإسلامية الأخرى في أعقاب الانسحاب السوفيتي من أفغانستان والهزيمة العراقية في حرب الخليج. وسعى إلى توفير بديل لمنظمة المؤتمر الإسلامي التي تهيمن عليها السعودية، وإن لم يكن لديه وسائله المالية.
وقد عقد في الفترة من 25 إلى 28 أبريل، جمع بين أجزاء متباينة من العالم الإسلامي في محاولة للوحدة الإسلامية والعربية. وتشير التقديرات إلى أنه ضم 500 شخص، من 45 دولة. واجتمع المؤتمر مرة أخرى في ديسمبر 1993 وعقد اجتماعا ثالثا في مارس–أبريل 1995.
وقد أشير إلى أن الترابي أعرب عن أمله في «بلورة السخط في العالم العربي بجمعه تحت شعار واحد، المسلحين الإسلاميين المتشددين، والقوميين». وأشار النقاد إلى أن المؤتمر له أيضاً أغراض محلية للترابي ونظامه، ولا سيما «تشديد قبضته» على السودان باعتباره قائدا «للجماهير المسلمة التقدمية»، و«إخفاء» النظام «أصوله الضيقة» و«افتقاره الدعم الجماهيري».

## في الحضور
- حسن الترابي الأمين العام للمؤتمر[1]
- إبراهيم السنوسي نائب الأمين العام[1]
- أسامة بن لادن[4]
- أيمن الظواهري من الجهاد الإسلامي المصري[4][5]
- علي مهدي[5]
- سعد التكريتي، ابن مدير المخابرات العراقية[5]
- عبد الله فاضل، وزير الأوقاف الدينية العراقي[6]
- عبد اللطيف عربيات
- ياسر عرفات[5]
- منير شفيق[5]
- نايف حواتمة[5]
- جورج حبش[5]
- أعضاء حماس خالد مشعل، إبراهيم غوشة، ومنير سعيد[5]
- فتحي الشقاقي عضو حركة الجهاد الإسلامي في فلسطين[5]
- جبار عمار عضو حركة الجهاد الإسلامي في فلسطين[5]
- عماد مغنية من حزب الله[5]
- راشد الغنوشي، مؤسس النهضة التونسية[5]
- عبد المجيد الزنداني، مؤسس حزب الإصلاح اليمني[5]
- محمد جمال خليفة[5]
- غلبدين حكمتيار، زعيم الحزب الإسلامي لأفغانستان[5]
- عبد رب الرسول سياف[5]
- عباس مدني[5]
- إبراهيم شكري،[5] مأمون الهضيبي، ومصطفى مشهور[6] من الإخوان المسلمون
- محمد عبد الرحمن خليفة، زعيم الإخوان المسلمون في الأردن[6]
- عدنان سعد الدين، زعيم فصيل للإخوان المسلمون في سوريا[6]
- مبارك علي الجيلاني، مؤسس جماعة الفقراء[5]
- محمد أحمد الشريف[6]
- قاضي حسين أحمد[6]
- ديفيد بيدكوك، مؤسس الحزب الإسلامي في بريطانيا[5]
- عبد الباري عطوان، ناشر القدس العربي[5]
- كارلوس الثعلب[4]
- أبو نضال[4]
- قادة الجماعة الإسلامية[5]
- أعضاء الحرس الثوري الإيراني[4]
- أعضاء وزارة الاستخبارات الإيرانية[4]
- أعضاء الجمعية الإسلامية الأفغانية[5]
- أعضاء الجماعة الإسلامية الباكستانية[5]
- أعضاء الجهاد الإسلامي الإريترية[5]
- أعضاء جبهة تحرير أورومو[5]
- أعضاء جماعة الإخوان المسلمين اللبنانية[5]
- مندوبون من نقابة عمال العراق[5]
- مندوبون من الجماهيرية العربية الليبية[5]